# Usbeca kulmburgi
Usbeca kulmburgi là một loài bướm đêm trong họ Noctuidae.